# Palla asino
Palla asino (o semplicemente asino) è un gioco infantile all'aperto che si gioca in gruppo con una palla. I partecipanti si dispongono in cerchio; chi ha la palla in mano la passa a un altro giocatore a sua scelta, che la deve prendere al volo senza farla cadere. Ogni volta che un giocatore lascia cadere la palla, gli viene assegnata come penalità una lettera della parola "asino", a partire dalla "a" in avanti. Il primo giocatore che riceve cinque penalità (l'intera lunghezza della parola), perde e viene dichiarato "asino". Il gioco può aiutare a insegnare ai bambini molto piccoli la distinzione fra la struttura di una parola scritta e il suo significato.
Il gioco può essere giocato anche con i piedi passando la palla tenendola in aria senza farle toccare il suolo.
Nei paesi di lingua inglese un gioco molto simile (H-O-R-S-E o horse game, "gioco del cavallo") si gioca con una palla e un canestro da basket; in questo caso, i giocatori devono fare canestro a turno, e ogni errore fa guadagnare la penalità di una lettera della parola "horse".